# Mali Finn
Mali Finn (gebürtig: Mary Alice Mann; * 8. März 1938 in Danville, Illinois; † 28. November 2007 in Sonoma, Kalifornien) war eine US-amerikanische Casting-Agentin.

## Leben
Mali Finn, obwohl in Illinois geboren, wuchs später in Minneapolis, Minnesota auf, wo sie die University of Minnesota absolvierte, an der sie ihren Abschluss in Theaterwissenschaften erlangte. Finn ergriff zunächst den Beruf der Lehrerin für Englisch und Schauspiel an einer Schule in Holland, Michigan. Hier lernte sie den Casting-Agenten Don Finn kennen, den sie heiratete, und der sie in die Materie des Auswahlverfahrens bei Film und Fernsehen einführte.
Anfang der 1980er Jahre zog das Paar, das Eltern eines gemeinsamen Sohnes wurde, ins kalifornische Newport Beach. 1987 leitete Finn das Casting zu ihrem ersten Spielfilm, dem Fernsehfilm American Harvest. Den Durchbruch als Casting-Agentin erzielte Finn jedoch erst 1991, als sie die Schauspieler für Terminator 2 – Tag der Abrechnung verpflichtete.
Im Lauf ihrer zwei Jahrzehnte dauernden Karriere leitete Finn das Casting zu etwa 90 Spielfilmen und im Jahr 2004 sogar das Auswahlverfahren der Fernsehserie Wonderfalls. Bekannte Filme waren 1997 das Katastrophendrama Titanic, The Green Mile, 1999 produziert und im Jahr 2002 K-19 – Showdown in der Tiefe. Finns letzter Film sollte das Historienepos Die Ermordung des Jesse James durch den Feigling Robert Ford werden.
Im Jahr 2006 erkrankte Finn an Hautkrebs, an dem sie im November 2007, im Alter von 69 Jahren, in ihrem Haus in Sonoma starb.